# Mesophantia sabzevaranica
Mesophantia sabzevaranica är en insektsart som beskrevs av Dlabola 1983. Mesophantia sabzevaranica ingår i släktet Mesophantia och familjen Flatidae. Inga underarter finns listade i Catalogue of Life.